# Gdańsks tekniska universitet
Gdańsks tekniska universitet är ett tekniskt universitet i Gdańsk i Polen. Lärosätet grundades 1904 som Königliche Technische Hochschule zu Danzig, då det var beläget i Kejsardömet Tyskland. Efter andra världskriget tillföll det Polen och heter idag Politechnika Gdańska. Universitetet har nio fakulteter och omkring 20 000 studenter.